# 松下剛
松下 剛（まつした つよし、1977年3月31日 - ）は東京都出身の映画プロデューサー。

## 来歴
2000年3月慶應義塾大学法学部政治学科を卒業。
2000年4月、ギャガ株式会社（当時株式会社ギャガ・コミュニケーションズ）入社し、宣伝部に配属。主に外国映画の劇場公開時の宣伝・マーケティングを行う宣伝プロデューサー業務を担当。
2008年に宣伝部長に就任、2011年に宣伝担当執行役員に就任、2019年には同部門取締役執行役員に就任した。
一方で2010年7月より邦画の企画セクションを兼任し、日本映画の企画・プロデュースにも携わっており、2019年に企画製作部長、2020年に企画製作担当執行役員に就任、2022年10月には同部門取締役執行役員に就任した。
現職は同社の取締役執行役員企画製作グループ、宣伝グループ担当
。
2013年公開の『劇場版タイムスクープハンター　安土城最後の1日』、2015年公開の『味園ユニバース』『映画 みんな!エスパーだよ!』などでプロデューサーを務め、2018年に放送が開始されたTBSドラマ『賭ケグルイ』、その劇場版となる『映画賭ケグルイ』では企画・プロデュースをつとめており、その後ドラマ計3シリーズ、映画2本を製作している。
その他プロデュース作に2019年9月20日公開の映画『アイネクライネナハトムジーク』、2020年10月23日公開の映画『きみの瞳が問いかけている』、2024年1月26日公開の映画『サイレントラブ』、2024年10月25日公開の映画『ゼンブ・オブ・トーキョー』などがある。2023年2月10日公開の映画『＃マンホール』では、第73回ベルリン国際映画祭のベルリナーレ・スペシャル部門に選出された。最新作は2025年2月28日公開の映画『知らないカノジョ』。

## 作品
これまで宣伝で手掛けてきた作品。丸括弧内は公開年。
- オール・アバウト・マイ・マザー（1999年、スペイン）
- バトルフィールド・アース（2000年、アメリカ合衆国）
- ザ・メキシカン（2001年、アメリカ合衆国）
- ファイナルファンタジー（2001年、アメリカ合衆国 / 日本）
- コンフェッション（2002年、アメリカ合衆国）
- キル・ビル（2003年、アメリカ合衆国）
- ヴァン・ヘルシング（2004年、アメリカ合衆国）
- Shall We Dance?（2004年、アメリカ合衆国）
- ヒトラー 〜最期の12日間〜（2004年、ドイツ / オーストリア / イタリア）
- シン・シティ（2005年、アメリカ合衆国）
- RIZE（英語版）（2005年、アメリカ合衆国）
- プレステージ（2006年、アメリカ合衆国）
- ライラの冒険 黄金の羅針盤（2007年、アメリカ合衆国）
- センター・オブ・ジ・アース3D（2008年、アメリカ合衆国）[6]
- ブラインドネス（2008年、日本 / ブラジル / カナダ） - marketing director
- アイ・カム・ウィズ・ザ・レイン（2008年、フランス）
- スラムドッグ$ミリオネア（2008年、イギリス）[7]
- ｢第9地区｣（2009年、アメリカ合衆国 / 南アフリカ共和国 / ニュージーランド）
- 英国王のスピーチ（2010年、イギリス / オーストラリア / アメリカ合衆国）[7]
- ザ・ファイター（2010年、アメリカ合衆国）[7]
- 奇跡（2011年、日本）
- 三銃士/王妃の首飾りとダ・ヴィンチの飛行船（2011年、アメリカ合衆国 / イギリス / フランス / ドイツ）[8]
- そして父になる（2013年、日本） - 宣伝統括
- 渇き。（2013年、日本） - 宣伝統括
- 海街diary（2015年、日本） - 宣伝統括
- キング・オブ・エジプト（2016年、アメリカ合衆国）
- 海よりもまだ深く（2016年、日本） - エグゼクティブ・プロデューサー
- 溺れるナイフ（2016年、日本） - 宣伝統括
- 三度目の殺人（2017年、日本） - 宣伝統括
- 万引き家族（2018年、日本） - 宣伝統括
- 流浪の月（2022年、日本） - 宣伝統括
- 怪物（2023年、日本） - 宣伝統括

ほか多数
これまでプロデューサーをつとめてきた作品
- 劇場版タイムスクープハンター　安土城最後の１日（プロデューサー）
- 味園ユニバース（プロデューサー）
- 映画 みんな!エスパーだよ!（プロデューサー）
- 海よりもまだ深く（エグゼクティブ・プロデューサー）
- 美しい星（Co.エグゼクティブプロデューサー）
- 賭ケグルイシリーズ（企画・プロデュース）(TV、映画)
- アイネクライネナハトムジーク（プロデューサー）
- きみの瞳が問いかけている（プロデューサー）
- 異動辞令は音楽隊!（エグゼクティブ・プロデューサー）
- 嘘八百なにわ夢の陣（エグゼクティブ・プロデューサー）
- ＃マンホール（企画・プロデュース）
- 春に散る（チーフプロデューサー）
- サイレントラブ（プロデューサー）
- 52ヘルツのクジラたち（エグゼクティブプロデューサー）
- バジーノイズ（エグゼクティブプロデューサー）
- 告白コンフェッション（エグゼクティブプロデューサー）
- 言えない秘密（エグゼクティブプロデューサー）
- ゼンブ・オブ・トーキョー（企画・プロデュース）
- 知らないカノジョ（プロデューサー）